# Grand Prix van Bari
De Grand Prix van Bari was een autorace in de Italiaanse stad Bari, die werd verreden op het Bari Street Circuit. De race maakte in 1947 deel uit van het grand-prixseizoen en was tussen 1950 en 1954 ook een niet-kampioenschapsronde in de Formule 1. 

## Winnaars van de grand prix
- Hier worden alleen de races aangegeven die plaatsvonden tijdens de grand-prixseizoenen tot 1949 en Formule 1-races vanaf 1950.

| Jaar | Coureur               | Constructeur | Locatie   | Verslag |
| ---- | --------------------- | ------------ | --------- | ------- |
| 1954 | José Froilán González | Ferrari      | Lungomare | Verslag |
| 1951 | Juan Manuel Fangio    | Alfa Romeo   | Lungomare | Verslag |
| 1950 | Giuseppe Farina       | Alfa Romeo   | Lungomare | Verslag |
| 1947 | Achille Varzi         | Alfa Romeo   | Lungomare | Verslag |